# Platysenta decens
Platysenta decens là một loài bướm đêm trong họ Noctuidae.